# Metro Station (album)
Metro Station è l'omonimo album di debutto della band statunitense Metro Station. L'album fu pubblicato negli USA nel 2007 ma in Italia è conosciuto solamente dal 2009.

## Lista tracce
Tutte le tracce sono state scritte dai Metro Station ad eccezione di "True to Me", che è stata scritta in collaborazione con Dave Katz e Sam Hollander.
1. "Seventeen Forever" - 2:54
2. "Control" - 3:20
3. "Kelsey" - 3:17
4. "Shake It" - 2:59
5. "Wish We Were Older" - 2:55
6. "Now That We're Done"	- 3:28
7. "True to Me"- 2:52
8. "Tell Me What to Do" - 3:09
9. "California" - 2:42
10. "Disco" - 3:20
11. "The Love That Left You to Die" (UK bonus track) - 3:08

### Tracce aggiuntive dell'edizione "Smoke Crack"
1. "Goodnight and Goodbye" - 4:02
2. "Comin' Around" - 2:40
3. "Centuries Away" - 3:47
4. "The Love That Left You to Die" - 3:08
5. "Seventeen Forever (Acoustic)" - 1:54
6. "Kelsey (Acoustic)" - 3:28
7. "Shake It (The Lindbergh Palace Remix) - 6:25
8. "Shake It (Lenny B Remix - Extended Version)" - 7:15

## Formazione
- Mason Musso – voce, chitarra
- Trace Cyrus – chitarra, voce
- Blake Healy – synthesizer, beat, basso elettrico
- Anthony Improgo – batteria